# لويزا كارولين بارينج
لويزا كارولين بارينج (5 مارس 1827 - 2 فبراير 1903) جامعة تحف فنيّة، ومحسنة اسكتلندية، كانت لها صلات وثيقة بالعديد من الشخصيات الفنية والأدبية في تلك الفترة.

## النشأة

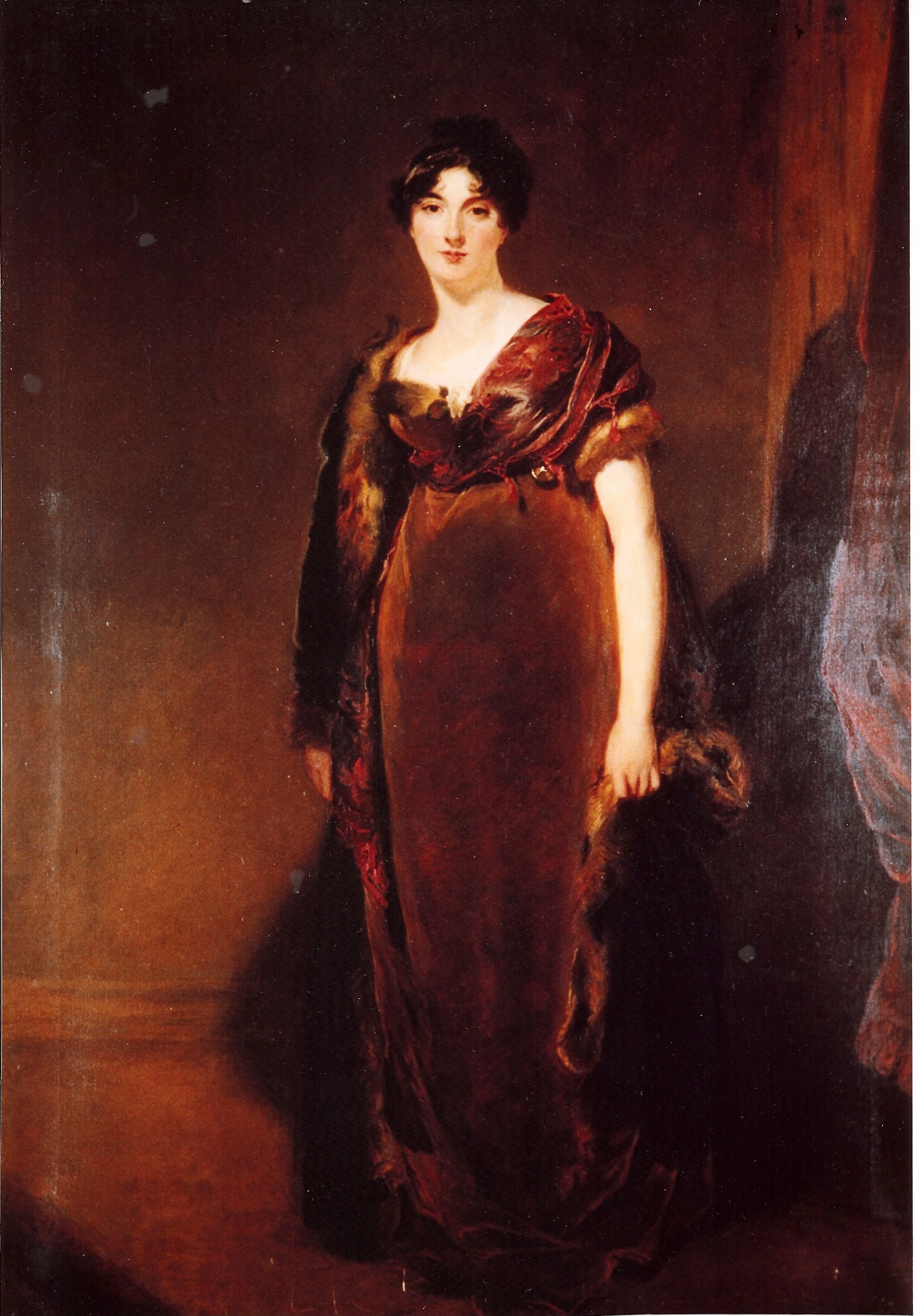
والدة لويزا، ماري ماكنزي، رسمها توماس لورانس

ولدت لويزا في 5 مارس 1827 في نزل سيفورث على جزيرة لويس، اسكتلندا، هيا الابنة الصغرى والطفل السادس لــ جيمس ألكسندر ستيوارت ماكنزي (1784-1843) وهو سياسي اسكتلندي ومسؤول استعماري بريطاني، وزوجته ماري إليزابيث فريدريكا ماكنزي (1783-1862)، والمعروفة باسم «ذا هودد لاسي». قضت طفولتها المبكرة في قلعة براهان بالقرب من دينجوال والتي ورثتها والدتها من عائلة سيفورث
في سن المراهقة عاشت في سريلانكا بينما كان والدها حاكمًا. ثم في عام 1841 انتقلت العائلة إلى كورفو باليونان عندما أصبح المفوض السامي اللورد للجزر الأيونية عند وفاته عام 1843 عادت العائلة إلى قلعة براهان حيث عاشت لويزا هناك حتى زواجها.
درست لويز الرسم مع جون راسكن الذي رآها فتاة رومانسية لديها رغبة يائسة في الزواج. من بين أصدقائها البارزين روبرت براونينغ، الذي تقدم لها في وقت من الأوقات بطلب الزواج ولكن بدون جدوى، وأيضا توماس كارليل وإدوين لاندسير الذين رفضت طلبهم،

## الحياة الشخصية

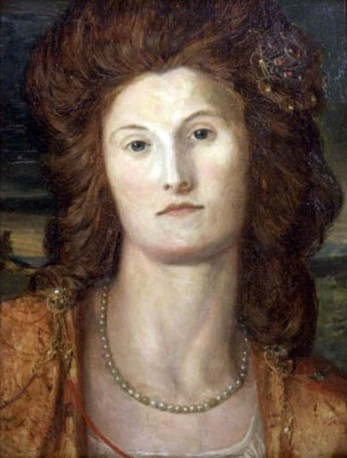
صورة للسيدة أشبورتون لجورج فريدريك واتس

في 17 نوفمبر 1858 تزوجت لويزا من الأرمل بينغهام بارينج، بارون أشبورتون، ثاني عضو في عائلة بارينج من التجار والمصرفيين. بعد عام من اعتلال صحته توفي عام 1864. بعد ذلك أقامت السيدة لويزا علاقة حميمة مع النحات الأمريكي هارييت هوسمر،   في ربيع عام 1867.
توفيت السيدة لويزا بسرطان الثدي في 2 فبراير 1903 في نايتسبريدج، لندن. دفنت في كنيسة هايلاند في اسكتلندا.